# Fodinoidea pupieri
Fodinoidea pupieri är en fjärilsart som beskrevs av De Toulgoët 1972. Fodinoidea pupieri ingår i släktet Fodinoidea och familjen björnspinnare. Inga underarter finns listade i Catalogue of Life.